# Pólo Norte
Pólo Norte es un grupo musical portugués surgido en 1992, en Belas (Sintra).
El grupo es compuesto (2006) por los siguientes miembros: 
- Miguel Gameiro (vocalista)
- Tó Almeida (guitarra)
- Marco Vieira (bajo)
- João Gomes (teclado)
- Luís Varatojo (batería).

En 1995, Polo Norte publicó su primer álbum llamado Expedição (Expedición), siendo el primer éxito del grupo "Lisboa".
En 1996, el grupo presentó el álbum Aprender a ser feliz, uno de los títulos más populares de la banda. En 1999 publicaron su tercer álbum, llamado Longe (Lejos). En 2000, editaron un álbum en directo, con todos los éxitos del grupo. En 2002, Pólo Norte realizó el álbum Jogo da Vida (Juego de la Vida) ). En 2005 ha realizado el álbum Deixa o Mundo Girar (Deja que el mundo gire).

## Discografía
- Expedição (1995)
- Aprender a Ser Feliz (1996)
- Longe (1999)
- Pólo Norte ao Vivo (2000)
- Jogo da Vida (álbum) (2002)
- Deixa o Mundo Girar (2005)